# NGC 223
NGC 223은 지구에서 약 2억 3,800만 광년 떨어져 있으며, 고래자리에 위치한 나선 은하이다. 1853년 1월 5일, 미국인 천문학자 George Bond에 의해 발견되었다.

## 같이 보기
- NGC 1 ~ 999 목록